# Massimo Demarin
Massimo Demarin (Pula, 25 d'agost de 1979) és un ciclista croat, professional des del 2003 fins al 2014. En el seu palmarès destaca el Campionats de Croàcia en ruta de 2002.

## Palmarès
- 1999
  - Vencedor d'una etapa al Tour de Croàcia
- 2002
  -  Campió de Croàcia en ruta
  - Vencedor d'una etapa a la Jadranska Magistrala
- 2004
  - 1r a la The Paths of King Nikola i vencedor d'una etapa